# Elisabet Martínez García
Elisabet Martínez García, més coneguda com a Eli Martínez (Manlleu, Osona, 13 de juny de 1988) és una jugadora d'elit de rugbi catalana, a més d'entrenadora i àrbitre d'aquest mateix esport.

## Trajectòria
Durant la seva trajectòria esportiva ha participat en la competició en rugbi a 7 i rugbi a 15.
Des de 2006 va jugar amb l'equip universitari les Garrines de la Universitat de Vic. i des del 2008 ho ha fet amb el GEiEG gironí. També ha competit amb el Richmond FC anglès els anys 2011 i 2012, amb el qual fou campiona de la Lliga d'Anglaterra. Amb el GEiEG fou campiona l'any 2014 i subcampiona els anys 2009, 2010, 2011, 2013, 2015 i 2016 de la Lliga Catalana, i aconseguí la tercera posició en la Copa de la Reina el 2009 i 2010, i en la Lliga espanyola el 2015.
El 2010 debutà com a internacional amb la selecció espanyola, amb la qual jugà els Campionats d'Europa del 2010, 2011, 2012, 2013 i 2015, i del Món els anys 2013 i 2014, de rugbi a 15 i rugbi a 7. Entre els èxits obtinguts destaquen el Campionat del Món de rugbi a 7 universitari l'any 2010, les medalles d'or al Campionat d'Europa de rugbi a 15 el 2010 i el 2013, i de rugbi a 7 el 2010, i la medalla de plata a la mateixa competició de rugbi a 15 el 2011 i de rugbi a 7 el 2011 i 2012, la medalla d'or al torneig preolímpic de rugbi de 7 el 2015 i 2016, i el diploma olímpic obtingut en els Jocs Olímpics d'Estiu de 2016 a Rio de Janeiro. Com a membre del GEiEG, competint amb la selecció catalana es proclamà campiona el 2014 i subcampiona el 2015 d'Espanya. Després d'onze mesos fora de la competició per una lesió detectada a l'Europeu de 2015 i que va aguantar fins a finalitzar en cicle olímpic de 2016, va tornar a la competició en 2017. L'any 2019, però va anunciar la seva retirada definitiva de la competició.
A més d'esportista d'elit, és llicenciada en Ciències de l'Activitat Física i l'Esport i cursa estudis de Psicologia. La seva trajectòria en la competició d'elit l'ha compaginat també amb la tasca d'entrenadora del seu antic equip, els Garrins de la Universitat de Vic, o com la d'àrbitre.

## Palmarès
Clubs
- 1 Campionat de Catalunya de rugbi femení: 2013-14

Selecció espanyola
- 2 medalles d'or al Campionats d'Europa de rugbi femení: 2010, 2013
- 1 medalla d'argent al Campionats d'Europa de rugbi femení: 2011